# Gai (papa)
|  | Per a altres significats, vegeu «Gai (desambiguació)». |

Gai (Salona, Dalmàcia, ? - Roma, 22 d'abril de 296)  va ser el 28è bisbe de Roma i papa de l'Església Catòlica des del 17 de desembre del 283 fins a la seva mort. És venerat com a sant per les esglésies catòlica i ortodoxa.
Hi ha poca informació disponible sobre Gai, excepte la que proporciona el Liber Pontificalis, que es basa en un relat llegendari del martiri de Susanna de Roma. Segons la llegenda, Gai va batejar els homes i dones que havien estat convertits per Tiburci (que és venerat amb Susanna) i Càstul. La seva llegenda afirma que Gai es va refugiar a les catacumbes de Roma i va morir màrtir.

## Biografia

### Pontificat
La tradició cristiana fa que Gai fos natural de la ciutat dàlmata de Salona, fill d'un home també anomenat Gai, i membre d'una família noble relacionada amb l'emperador Dioclecià. Cap al 280, es va establir un primer lloc de culte cristià a la casa de Santa Susanna, que, com molts dels primers llocs de reunió cristians, era en una casa (domus ecclesiae). La domus pertanyia, segons les actes del segle vi, a uns germans anomenats Gai i Gabí, cristians prominents. Gai podria ser aquest papa, o Gai el Prevere. Gabí és el nom que es donava al pare de Susanna. Així, les fonts afirmen que Gai era l'oncle de Susanna.
Successor d'Eutiquià en el bisbat de Roma, el Catàleg Liberià, a la Cronografia del 354, li atorga una pontificat de dotze anys, quatre mesos i set dies, entre el 17 de desembre del 283 i el 22 d'abril del 296. La data és més precisa que la d'Eusebi de Cesarea, que li assigna un pontificat de quinze anys a partir del 282, o que el Liber Pontificalis, que conserva les dates liberianes, però esmenta onze anys, quatre mesos i dotze dies.
A pesar de la durada del seu pontificat, les notícies sobre Gai són poc fiables. Com a papa, Gai va decretar que abans que algú pogués assumir el càrrec de bisbe, primer havia de ser porter, lector, exorcista, acòlit, sotsdiaca, diaca i prevere. També va dividir els districtes de Roma entre els diaques, i que els màrtirs fossin coberts amb la dalmàtica, tipus de túnica molt semblant a la túnica dels emperadors romans. Avui en dia constitueix la vestimenta dels diaques en les cerimònies més solemnes. Va instituir la benedicció de la recol•lecció dels camps.<Durant el seu pontificat, les mesures anticristianes van augmentar, tot i que es van construir noves esglésies i es van ampliar els cementiris.

### Mort i veneració

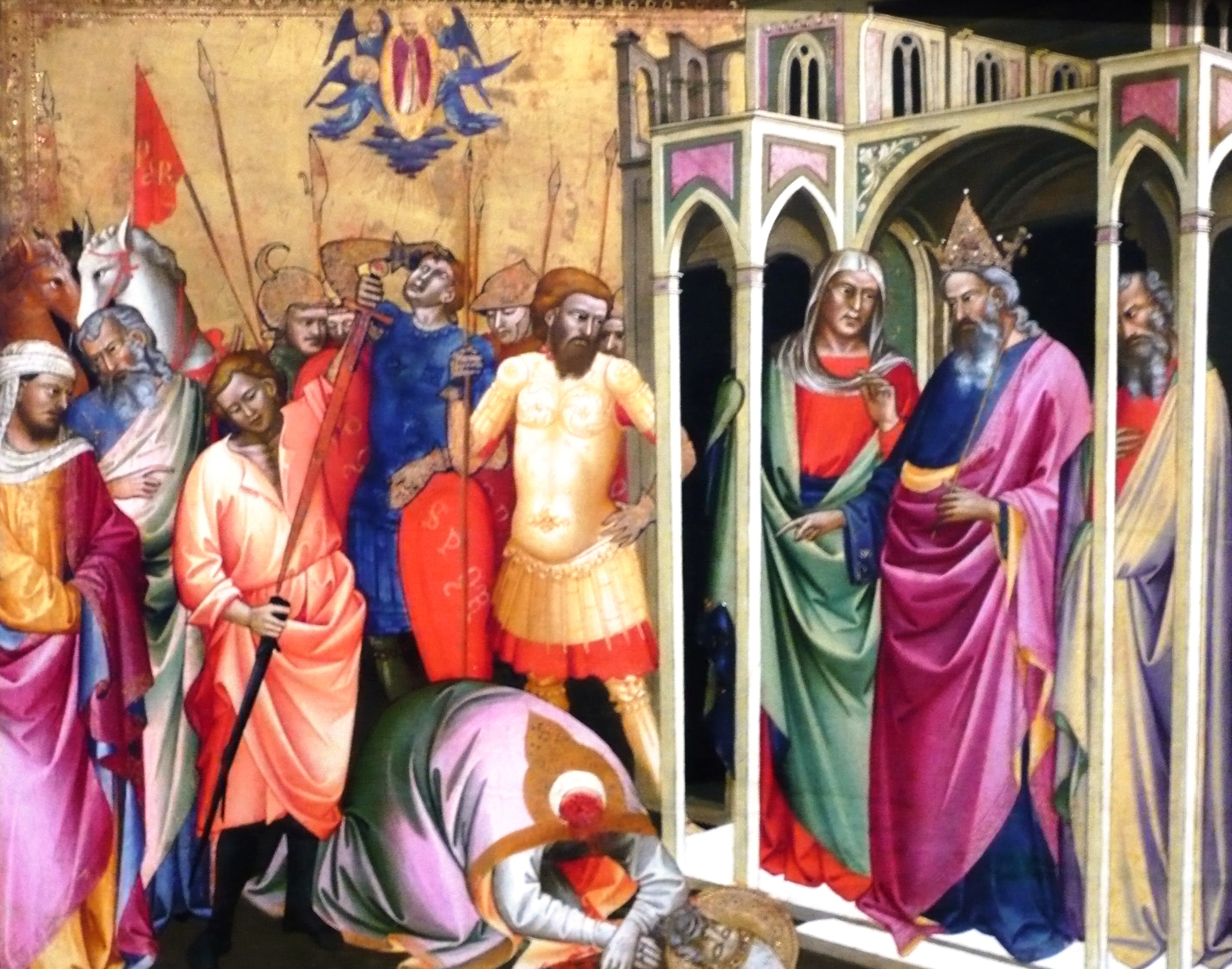
Representació del suposat martiri del papa Gai per Lorenzo Monaco. Originalment formava part del retaule de l'església de San Gaggio a Florència.

El papa Gai s'amagaria a causa de l'augment de la persecució de l'església, juntament amb els sants Policarp, Sebastià, Tranquil·lí, Tiburci, Nicòstrat i Zoe, a casa de Càstul, un funcionari cristià empleat al Palau Imperial. Durant els següents anys, tot el grup seria descobert un per un per les autoritats romanes i martiritzat. Gai seria trobat pregant amb Tiburci poc després de la conversió i el baptisme dels fills de Tiburci i la parella va ser portada al prefecte local, un home anomenat Fabià, que va ordenar la construcció d'una gran foguera i va ordenar als dos que hi tiressin encens per apaivagar els déus romans o que s'hi llancessin ells mateixos. Tot i que el destí final del papa Gai no és clar, sovint s'associa amb la decapitació, segons la llegenda Tiburci va caminar cap al foc invocant el nom de Crist i va resultar il·lès, per la qual cosa va ser tret de Roma per la Via Labicana i decapitat. Tanmateix, el martiri de Gai és controvertit, ja que la persecució de Dioclecià dels cristians va començar l'any 303 dC, després de la suposada mort de Gai, i Dioclecià no va ser immediatament hostil al cristianisme en convertir-se en emperador.
Va ser enterrat a la catacumba de Sant Calixt, a la ciutat de Roma. S'apunta que la data de la seva mort va ser el 22 d'abril, aquesta és la que s'ha mantingut en la seva festivitat com a sant. És esmentat la Depositio Episcoporum del segle iv, però no com a màrtir, encara que és considerat com a tal, perquè va viure en un moment de pau abans de la darrera gran persecució: X kl maii Caii in Callisti.
Gai apareix en la Passio Susannae, com a germà del prevere Gabí, pare de Susanna, ambdós fills de Maximí, senador i cònsol, cosí de Dioclecià i Maximià, el darrer dels quals és considerat fill de Dioclecià, i a qui el pare vol casar amb la filla de Gabí. A la primera part, el bisbe realitza nombroses conversions de pagans, entre ells un senador, Claudi, així com la seva esposa Prepedigna i els seus fills Alexandre i Cuzia, així com el germà de Claudi, Màxim, els quals moriran tots màrtirs. En un primer moment, Susanna i el seu pare són arrestats, aquest des d'aquest moment, desapareix del relat, mentre que la seva filla és martiritzada a la casa paterna, que es troba al costat de la de Gai, el qual haurà d'encarregar-se dels serveis litúrgics de l'església de l'anomenat «titulus ad Duas domos». Aquest temple està documentat a final del segle v com a «titulus Caii», en un sínode romà el 499. El Martyrologium Hieronymianum recorda a Gai l'11 d'agost i cita l'església amb el primer nom, que és recordat a al segle vi com el lloc de veneració de Susanna o «susannae titulus».
Segons Louis Duchesne, aquesta passió data de l'any 500, i és una llegenda que tracta d'explicar la fundació de l'Eesglésia de Santa Susanna de Roma, i els diferents títols d'aquesta església, atribuint l'antiga denominació al primer propietari, és a dir a Gai. No obstant això, no se sap si originalment el relat feia referència al bisbe. D'altra banda, els altres noms de la passió haurien estat manllevats del Martyrologium Hieronymianum, mentre que el personatge de Gai és, especialment a la segona meitat del relat, algú que resta de fons, i no se l'esmenta com a màrtir.
La tomba de Gai, amb l'epitafi original, va ser descoberta a la catacumba de Calixt i en ella l'anell amb què solia segellar les seves cartes (vegeu Arringhi, Roma subterr., 1. iv. c. xlviii. p. 426). El 1631, la seva suposada residència a Roma es va convertir en una església. Tanmateix, va ser enderrocada el 1880 per fer espai per al Ministeri de la Guerra, a la Via XX Settembre , i les seves relíquies van ser traslladades a la capella de la família Barberini.
La festa de Sant Gai se celebra el 22 d'abril, igual que la del papa Soter. Se celebren conjuntament al calendari tridentí i a les successives versions del calendari romà general fins a la de 1969, des de llavors s'ometen. Tots dos s'esmenten al 22 d'abril al Martirologi Romà, la llista oficial de sants reconeguts. L'entrada de Sant Gai és la següent: "A Roma, al cementiri de Cal·lixt a la Via Àpia, l'enterrament de Sant Gai, papa, que, fugint de la persecució de Dioclecià , va morir com a confessor de la fe"
Sant Gai és representat en l'art portant la tiara papal amb Sant Nereu. És venerat a Dalmàcia i Venècia. A Florència, l'església de San Gaggio a la via Senese li estava dedicada; el terme Gaggio és una corrupció del nom Cajo . El 2003, es van posar en marxa plans per convertir-la en habitatges socials residencials.